# Hanul Manuc
Hanul Manuc (auch Hanul lui Manuc, deutsch Gasthof des Manuc) ist ein unter Denkmalschutz stehendes Gebäude in Bukarest.

## Geschichte

### Anfänge unter Manuc Bey

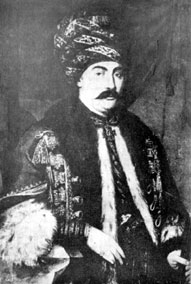
Manuc Bey

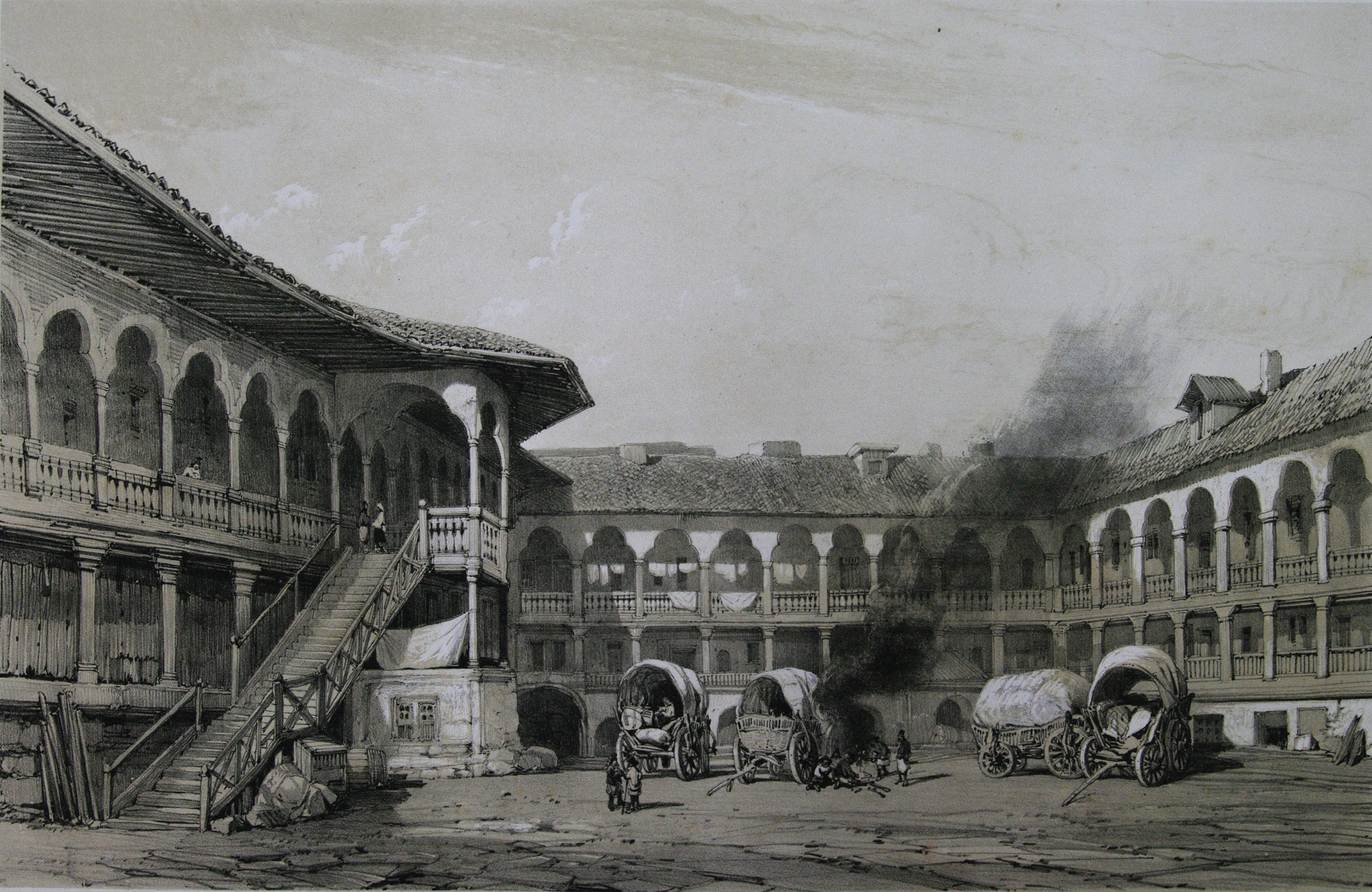
Hanul Manuc um 1841. Zeichnung von M. Bouquet.

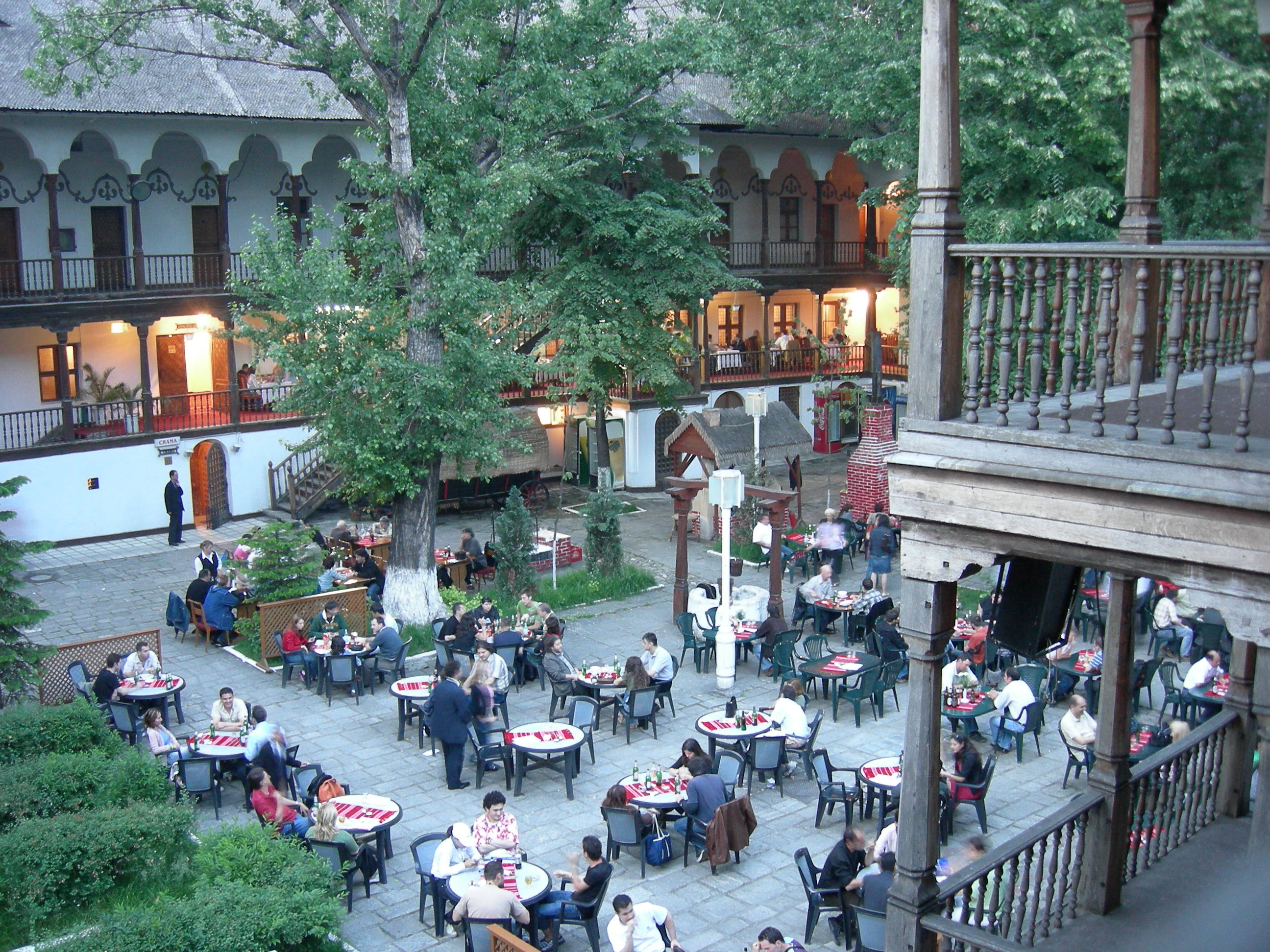
Der Innenhof des Gasthofes, 2006

Der Gründer des Gasthofes, Manuc Bey (auch Manuc Mârzaian), wurde 1769 in Ruse geboren. Er erhielt zur Zeit Sultan Mustafas IV. die Titel Dragoman und Bey. 1808 wurde er zum „Bey der Moldau“ ernannt. Im Jahre 1806 siedelte sich Manuc in der Hauptstadt der Walachei an und ließ innerhalb von zwei Jahren den Gasthof errichten. Die Architektur galt als innovativ, da der Gasthof nicht einer Festung ähnelte, wie es im 18. Jahrhundert üblich war. Das Grundstück, auf dem das Gasthaus erbaut wurde, gehörte bis Ende des 18. Jahrhunderts zum Curtea Veche (deutsch Der Alte Fürstenhof).
Aus Beschreibungen des frühen 19. Jahrhunderts ist bekannt, dass das Gasthaus über 15 unterirdische Weinkeller verfügte sowie 23 Geschäfte im Erdgeschoss und zwei große Aufenthaltsräume, zehn Hütten, Schlafzimmer für Diener, Küchen und einen Tunnel, in dem über 500 Menschen Platz fanden, besaß. Auf der ersten Etage befanden sich über 107 Zimmer, vorwiegend Gästezimmer. Im Hof existierten ein Café und ein kleiner Garten mit einem Brunnen. Zwischen dem Gasthof und dem Fluss Dâmbovița wurde ein steinerner Pier gebaut. Nach der Kanalisierung der Dâmboviţa entstanden dort weitere Geschäfte.
1811 fand im Gasthof eine Versammlung von Würdenträgern zur Beendigung des Russisch-Türkischen Kriegs (1806–1812) statt. Hier wurde 1812 der Friede von Bukarest unterzeichnet.
1814 zog Manuc nach Hîncești. Er entschloss sich 1816 zum Verkauf des Gasthofs, verstarb jedoch (wahrscheinlich an einem Reitunfall), bevor er einen Käufer finden konnte. Da Manucs Kinder noch zu jung waren, blieb der Gasthof zuerst herrenlos, bis ihn Dimitrie D. Dedu und Nicolae Alexiu 1827 vorübergehend in Besitz nahmen.

### Erdbeben im Jahr 1838
Am 11. Januar 1838 beschädigte ein Erdbeben den Gasthof stark. Am 15. Januar empfahl Faiser, Chef-Architekt der Stadt, den Gasthof wiederaufzubauen. Murat, der Sohn Manucs, jetzt rechtmäßiger Erbe, war mit dieser Lösung nicht einverstanden, da die Kosten für die Reparatur seiner Meinung nach zu hoch waren. Er verkaufte das Gebäude 1841 an den Bäcker Demetrius Iconomidis (Economu) und zwei andere Personen. Demetrius starb im Jahre 1854. Sein Vermögen wurde unter seinen drei Söhnen aufgeteilt, die das Gasthaus bis 1860 verwalteten und dann an Milan Lomovici vermieteten. Der Mietvertrag galt für vier Jahre (bis zum 23. April 1864) und erstreckte sich nur auf einen Teil des Gebäudes.

### Hotel „Dacia“
1861 wurde das Gasthaus an Lambru Vasilescu verkauft, der in die Reparatur des Gebäudes investierte. Er änderte den Namen in Marele Hotel Dacia (Grand Hotel de la Dacie). Das Hotel verfügte nun über zwei große Säle, die für größere Bojarenfeste benutzt wurden. Ab 1878 wurden in den Sälen Theaterstücke aufgeführt. 1879 fand im Hotel Dacia eine Aufführung des amerikanischen Illusionisten James Lwone statt, welche zahlreiche internationale Besucher nach Bukarest brachte. Dreimal in der Woche fanden im Hotel Maskenbälle statt, die unter anderem wegen des dort auftretenden Violinisten Ludovic Wiest sehr erfolgreich waren.
1914 beratschlagten Politiker wie Take Ionescu, Octavian Goga, Barbu Ștefănescu Delavrancea und Nicolae Filipescu in dem Hotel über einen Anschluss Siebenbürgens an Rumänien.
In den Jahren 1848, 1863, 1966–1970, 1991–1992 und 2009 wurden größere Sanierungen am Gebäude durchgeführt.